# Лишинга
Лишинга (порт. Lichinga) — город в Мозамбике, административный центр провинции Ньяса. Расположен на плато Лишинга на высоте около 1360 метров, максимальная высота 1398 метров над уровнем моря. На расстоянии около 45 километров к западу от города находится озеро Ньяса.

## История
Город был основан португальцами в 1931 году под названием Вила-Кабрал. Поселение быстро развивалось как сельскохозяйственный и административный центр, в 1962 году получило статус города. Развита также лесопереработка, в основном выращиваемой на плантациях сосны. После провозглашения независимости от Португалии в 1975 году, Вила-Кабрал в 1976 году был переименован в Лишингу. Гражданская война 1975-1992 годов повлекла многочисленные жертвы и нанесла значительный урон хозяйству.

## Климат
Благодаря высоте расположения города, климат здесь умеренно влажный субтропический, cwa/cwb по классификации климатов Кёппена. Наиболее прохладный сухой сезон длится с марта по сентябрь, средняя температура июля 15,5°C. В летний период с октября по апрель наиболее тёплый месяц ноябрь, средняя температура 22°C. Лето — период дождей, среднегодовое количество осадков 1171 мм. 

## Демография
Население города по годам:
| 1970   | 1997   | 2007    | 2010    |
| ------ | ------ | ------- | ------- |
| 36 715 | 89 043 | 142 253 | 162 100 |

## Транспорт
Лишинга связана с восточным побережьем континента железнодорожной веткой до портового города Накала. В двух километрах к северу от города расположен аэропорт Лишинга. Аэропорт обслуживает мозамбикская авиакомпания LAM (порт. Linhas Aéreas de Moçambique).